# Girl Guide
Girl Guide – polska komedia sensacyjna z 1995 roku w reżyserii Juliusza Machulskiego, zrealizowana na podstawie powieści Michała Szczepańskiego. Zdjęcia kręcono w Warszawie, Krakowie, Zakopanem oraz w tatrzańskiej Dolinie Chochołowskiej.

## Obsada
- Paweł Kukiz – Józek Galica
- Renata Gabryjelska – Kinga Maciejewska
- Tomasz Tomaszewski – Garry Wise
- Stanisław Radwan – Stanisław Michalak, sąsiad Józka
- Andrzej Chrzanowski – komisarz przesłuchujący Józka
- Juan Carbajal – Youssouf Nahmad
- Artur Maciński – Karim
- Stanisław Trebunia – Pół Baca
- Jan Szwajnos – Wincuś
- Władysław Trebunia-Tutka – Tatko
- Krzysztof Trebunia-Tutka – brat
- Anna Trebunia-Tutka – siostra
- Jan Trebunia-Tutka – Jasio
- Zofia Trebunia-Tutka – matka
- Norman Grant – Norman
- Janina Czernik – góralka
- Sergiusz Bogucki – stary Grzebyk, właściciel mieszkania
- Tadeusz Ostrowski – młodszy Grzebyk
- Janusz Chlebowski – Bolek
- Marek Kryjom – Helmut
- Janusz Święcicki – lekarz
- Anna Narloch – siostra Michalaka
- Marek Pogorzelski – asystent komisarza
- Twinkle Inna Polish Style
- Twinkle Brothers
- Trebunie Tutki
- Piersi

## Nagrody
- 20. Festiwal Polskich Filmów Fabularnych w Gdyni
  - nagroda Fundacji Kultury Polskiej – Paweł Kukiz
  - Grand Prix (Wielka Nagroda Jury „Złote Lwy”) – Juliusz Machulski
  - „Złoty Klakier”, nagroda Radia Gdańsk dla reżysera najdłużej oklaskiwanego filmu – Juliusz Machulski

## Inne informacje
Propozycję odegrania głównej roli, przyjętą przez Pawła Kukiza, otrzymali wcześniej Kazik Staszewski oraz Kuba Sienkiewicz, jednak obydwaj odmówili.